# Franz Breithaupt
Franz Breithaupt (Berlijn, 8 december 1880 - Prien am Chiemsee, 29 april 1945) was een Duitse officier in het Pruisische leger. In de Weimarrepubliek was hij lid van de Marine-Brigade Ehrhardt. Hij behoorde tot een van de meest fanatieke aanhangers van Hitler, en daarnaast was hij ook nog een van de naaste medewerkers van Himmler. Hij was een van de eerste SS-officieren, en SS-Obergruppenführer (luitenant-generaal) en generaal in de Waffen-SS. Hij was eveneens hoofd van het Hauptamt SS-Gericht.

## Leven

### Afkomst en militaire loopbaan
De vader van Breithaupt was Hauptmann (kapitein) in de Grote Generale Staf en werd later commandant van de militaire academie in Anklam.
Van 1887 tot 1891 zat Breithaupt op de kleuterschool in Rendsburg en in Kiel. Vanaf 1891 was hij cadet in Plön en Groß-Lichterfelde, waar hij in maart 1899 met het Fähnrich-examen zijn hoger onderwijs voltooide. In maart 1899 trad hij toe tot het Infanterie-Regiment „Prinz Moritz von Anhalt-Dessau“ (5. Pommersches) Nr. 42. Breithaupt, werd als "militair begaafd" beschreven; hij werd nog hetzelfde jaar overgeplaatst naar de militaire academie in Metz.
In augustus 1900 keerde hij terug bij zijn eigen regiment en was ondertussen tot Leutnant (tweede luitenant) bevorderd; hij werd geplaatst bij het 2e bataljon en naar Greifswald overgeplaatst. Breithaupt werd nog in 1900 bevorderd tot Oberleutnant en in oktober van hetzelfde jaar als inspecteur op de onderofficierschool in Weißenfels ingezet. In oktober 1903 werd Breithaupt als hulponderwijzer naar de militaire Turnanstalt in Berlijn gedetacheerd. Wat later kreeg Breithaupt een vaste lerarenfunctie, die hij tot de uitbreken van de Eerste Wereldoorlog officieel behield. In oktober 1905 werd Breithaupt adjudant in het 2e bataljon van zijn eigen regiment. In mei 1914 werd hij bevorderd tot Hauptmann (kapitein).
Met de uitbreken van de Eerste Wereldoorlog rukte Breithaupt in augustus 1914 in, en werd tot compagniecommandant van de 5e compagnie benoemd. Nog in dezelfde maand liep hij een verwonding op aan het hoofd, en verbleef in verschillende lazaretten. Na zijn volledige genezing werd hij in het Gouvernement Luik als adjudant van de bevelvoerend generaals van het VIII. Reserve-Korps ingezet. Later had Breithaupt verschillende functies van een districtsleider bij het Reserve-Infanterie-Regiment Nr. 25 tot een leider bij een Infanterie-Fliegerschule van het 3e Leger, en compagniescommandant van de 8e compagnie en het 1e Bataljon van het Infanterie-Regiment Nr. 395 bekleed. Tijdens de strijd in de slag om Verdun, werd hij met het Sturm-Bataillon Nr. 5 (Rohr) naar het front in Verdun gestuurd, en nam direct de leiding van de bataljons van de Infanterie-Regiment Nr. 456 en Nr. 364 over. Op 24 maart 1917 werd hij commandant van de voorposten van het 9. Kavallerie-Division.

### Weimarrepubliek
Aan het einde van de Eerste Wereldoorlog was Breithaupt in december 1918 als adjudant van de bevelvoerend generaal van het II. Armee-Korps in Stettin geplaatst. In 1919 aanvaardde hij de 1e leergang aan het nieuwe militaire gymnasium in Wünsdorf. In 1919 sloot hij zich ook bij verschillende vrijkorpsen aan. Zo was hij lid van de Marine-Brigade Ehrhardt en diens regionale verwante „Schutzregiment Groß-Berlin“. In november 1919 werd Breithaupt als Major (majoor) uit de actieve dienst ontslagen. Hij ging een opleiding tot handelaar volgen in een fabriek in het Westfaalse Lübbecke.
In 1923 werd Breithaupt het hoofd van een bedrijf in Godramstein uit het Beierse Palts, dat toentertijd door Franse troepen bezet was geweest. In hetzelfde jaar werd hij door de geallieerde commissie voor controle kort opgepakt en verhoord. In hetzelfde jaar trouwde Breithaupt; hij scheidde van zijn vrouw op 11 november 1944.
Van 1923 tot 1931 was Breithaupt directeur van de Deutsche Turnerschaft en lid van de senaat van de Deutsche Hochschule für Leibesübungen in Berlijn en tijdelijk ook van de Deutschvölkischen Offiziersbund. Op 1 april 1929 trad Breithaupt tot de Berlijnse Stahlhelm toe, die hij evenwel op 15 november 1931 weer verliet.
In 1931 werd Breithaupt voorzitter van het bestuur van de Mälzerei IREKS A.G. in Kulmbach en was hun directeur in Berlijn. Op dat moment was Curt Wittje personeelsdirecteur van de mouterij, die later tijdelijk chef van het SS-Hauptamt zou worden. In augustus 1931 trad hij tot de NSDAP toe, en op 27 november 1931 ook tot de SA. Als SA-Sturmbannführer werd Franz Breithaupt als stafchef (Stabsführer) aan de Reichsführerschule in München ingezet. Op 1 april 1932 werd Breithaupt uit de SA-Führerschule ontslagen, en voor „andere doeleinden“ ingezet. Op 1 december 1932 werd hij lid van de SS, en werd tot 31 juli 1933 als adjudant van de Reichsführer-SS (RFSS) Heinrich Himmler in Berlijn ingezet.

### In de tijd van het nationaalsocialisme
Vanaf 31 juli 1933 werd Breithaupt als „SS-Führer z.b.V.“ (zur besonderen Verwendung) in de staf van Heinrich Himmler ingezet. Op 9 november 1934 was hij de Berlijnse adjudant voor „besondere Aufträge“. Op 24 december 1939 werd Breithaupt vrijwillig vicepresident en lid van het Volksgerichtshof. Voor de overlevenden van de vermeende Röhm-putsch (ongeveer 200 mensen die vermoord waren) was Breithaupt beheerder van een speciaal fonds, waarvan de nabestaanden op kosten van de overheid verzorgd werden. Op 1 april 1936 werd Breithaupt SS-Führer in de staf van het SS-Hauptamt benoemd, waaraan hij tot 1 januari toebehoorde. Al op 21 april 1936 werd Breithaupt vrijwillig gelastigde van de Reichssportführers voor Berlijn en de provincie Brandenburg benoemd. Breithaup was bovendien plaatsvervangend hoofd van de hoogste autoriteit voor de draf- en rensport.
Van 20 april 1937 tot 20 juni 1936 behoorde Breithaupt als hulp-arbiter tot het „Großen Schiedshof RFSS“. Op 20 april 1938 nam hij de functie van de 3e arbiter over, en werd ook assessor bij het Oberstes Parteigericht der NSDAP. Op 20 december 1937 ontving Breithaupt een formele reprimande van Himmler voor het overtreden van de Devisengesetz, die op 14 april 1938 afgeschaft werd.
Franz Breithaupt stelde zich kandidaat voor de Reichstagswahl 1938 maar kreeg geen zetel.
Van oktober 1939 tot 5 december 1940 was Franz Breithaupt commandant van het „8. verstärkten SS-Totenkopfverbände“ in Krakau, en nam op 5 december 1940 het commando van „5. verstärkte Totenkopfstandarte“ in Oranienburg over. In augustus 1940 begon hij zich in Danzig in te werken als hoofdcommissaris, en hij voltooide dat in oktober. Van 25 oktober 1940 tot 18 april 1941 was hij waarnemend hoofdcommissaris in Breslau.
Op 15 augustus 1942 volgde Franz Breithaupt Paul Scharfe op als chef van het Hauptamt SS-Gericht in München op. Als gevolg hiervan werd hij op 18 september 1942 uit de ambtenarij ontslaan. De SS werd niet onderworpen aan de normale militaire rechtspraak van de Wehrmacht, maar hadden een eigen rechtspraak voor militaire overtredingen van zijn leden. Daarbij golden niet de paragrafen van het militair tuchtrecht en het Kriegsstrafverfahrensordnung, maar volgens een „Leitfaden SS- und Polizeigerichtsbarkeit“ van 1944. Die moest de „gerechtigheid uit de Duitse rechtsgevoel en de nationaalsocialistische levensbeschouwing weergeven“.
Op 22 februari 1943 was Breithaupt rechter-bijzitter bij de uitspraak van het doodvonnis over de Geschwister Scholl door het Volksgerichtshof onder leiding van Roland Freisler.
Breithaupt werd vermoedelijk aan het einde van de oorlog door zijn assistent SS-Untersturmführer Karl Lang (25 oktober 1909) in Bach op 29 april 1945 doodgeschoten. Schulz vermeldt: auto ongeluk tijdens een dienstreis als reden van overlijden.

## Ereambten
In het voorjaar van 1933 werd Franz Breithaupt uitgever van de Berlijnse krant „Deutscher Sport – Das Sportorgan der nationalen Erhebung“. Ook werd hij vertegenwoordiger van het Deutsche Turnerschaft in de regio Brandenburg. In 1934 werd Breithaupt de penningmeester van het Deutsche Lebens-Rettungs-Gesellschaft (DLRG). Op 6 december 1935 werd Franz Breithaupt ere-Gauführer van het Gaue III (Berlijn-Brandenburg) in de Nationalsozialistischer Reichsbund für Leibesübungen. In 1941 werd Franz Breithaupt president van de Deutsche Lebens-Rettungs-Gesellschaft DLRG. In oktober 1942 werd Franz Breithaupt ere-Gauführer van het sportgaue München-Oberbayern van het Nationalsozialistischer Reichsbund für Leibesübungen (NSRL) en plaatsvervangend Vereinsführer des Vereins „Deutsche Sportpresse“.

## Beoordeling
De sporthistoricus Hajo Bernett kenmerkte Breithaupt zijn levensweg als volgt: "gekenmerkt door de kenmerken van een typisch Duits mannen leven, gefixeerd op de elementen van een traditionele mannelijke ideologie". Zijn geestelijke horizon moest gevuld zijn geweest zijn met cliché voorstellingen van Duitse aard. Hij heeft de "turnbond en het nationaalsocialisme" met elkaar in verband gebracht, en de "weg van Jahn naar Hitler" gepropageerd. Bernett: "Breithaupt was vertegenwoordiger van de centrering van de Duitse sport op Hitler. "Volgens het onderzoek van Bernett is het lot van Breithaupt na het einde van de oorlog onduidelijk.

## Carrière
Breithaupt bekleedde verschillende rangen in zowel de Allgemeine-SS als Waffen-SS. De volgende tabel laat zien dat de bevorderingen niet synchroon liepen.
| Datum                                               | Deutsches Heer | Sturmabteilung     | Allgemeine-SS          | Waffen-SS                       |
| --------------------------------------------------- | -------------- | ------------------ | ---------------------- | ------------------------------- |
| maart 1899                                          | Fähnrich       | —                  | —                      | —                               |
| 18 augustus 1900                                    | Leutnant       | —                  | —                      | —                               |
| 27 januari 1910                                     | Oberleutnant   | —                  | —                      | —                               |
| 20 mei 1914                                         | Hauptmann      | —                  | —                      | —                               |
| november 1919                                       | Major a.D.     | —                  | —                      | —                               |
| 27 november 1931 - 1932                             | —              | SA-Sturmbannführer | —                      | —                               |
| 1 december 1932                                     | —              | —                  | SS-Sturmbannführer     | —                               |
| 26 juli 1933 (met ingang vanaf 31 juli 1933)        | —              | —                  | SS-Obersturmbannführer | —                               |
| 15 november 1933 (met ingang vanaf 9 november 1933) | —              | —                  | SS-Standartenführer    | —                               |
| 9 november 1934 (met ingang vanaf 9 november 1934)  | —              | —                  | SS-Oberführer          | —                               |
| 9 november 1938                                     | —              | —                  | SS-Brigadeführer       | —                               |
| 15 augustus 1942                                    | —              | —                  | SS-Gruppenführer       | Generalleutnant in de Waffen-SS |
| 20 april 1944                                       | —              | —                  | SS-Obergruppenführer   | Generaal in de Waffen-SS        |

## Lidmaatschapsnummers
- NSDAP-nr.: 602 663[4][16] (lid geworden 1 augustus 1931[3][6])
- SS-nr.: 39 719[4][16] (lid geworden 1 december 1932[3][6])

## Onderscheidingen
Selectie:
- IJzeren Kruis 1914, 1e Klasse[13][17] (31 mei 1916[7][14][18]) en 2e Klasse[13] (22 november 1914[7][14][18])
- Kruis der Vierde Klasse met Zwaarden[13] op 22 februari 1915[14][18]
- Frederikskruis met gesp voor "Kämpfer" op 25 november 1915[14][18]
- Ereteken voor Verdienste in Oorlogstijd op 4 maart 1916[14][7][18]
- Ridderkruis in de Huisorde van Hohenzollern met Zwaarden[13] op 9 juni 1917[14][7][8]
- Militair Kruis van Verdienste, 2e Klasse op 1 september 1917[14][7][8]
- Gewondeninsigne 1918 in zilver[13][16][17] op 10 augustus 1918[14][2][8]
- Commandeur in de Saksisch-Ernestijnse Huisorde met Zwaarden en Ring op 1 december 1935[7][8]
- Duits Olympisch Ereteken, 1e Klasse[13] op 16 augustus 1936[14][19][8]
- Grootofficier in de Orde van de Pijlers van de Staat op 17 januari 1941[14][8]
- Commandeur in de Orde van Verdienste op 30 juli 1942[14][19][8]
- Ereteken voor Duitse Volkshulp, 2e Klasse op 30 januari 1943[14][19][2][8]